# Femme (pel·lícula)
Femme és una pel·lícula de thriller britànica del 2023 escrita i dirigida per Sam H. Freeman i Ng Choon Ping en el seu debut com a llargmetratge. És un llargmetratge adaptat del seu curtmetratge homònim nominat als premis BAFTA del 2021. S'ha doblat i subtitulat al català.
La pel·lícula es va estrenar a la secció Panorama del 73è Festival Internacional de Cinema de Berlín el 19 de febrer de 2023. Va arribar als cinemes del Regne Unit l'1 de desembre de 2023 amb la distribució de Signature Entertainment.
Harris Dickinson i Paapa Essiedu van protagonitzar el curtmetratge del 2021. El maig de 2022 es va anunciar que George Mackay i Nathan Stewart-Jarrett dirigirien l'adaptació del llargmetratge. Els directors Sam H. Freeman i Ng Choon Ping van acreditar que els productors Sam Ritzenberg i Myles Payne, fundador d'Agile Films, els van ajudar a tirar endavant la idea quan van començar a fer el curtmetratge.
El rodatge principal va començar a Londres el juny de 2022.